# Vitala
Vitala var enligt göticisten Petter Rudebeck det forntida namnet på staden Vetlanda, som enligt honom var Sveriges äldsta stad och ett av goternas huvudsäten.
Enligt denna teorierna regerade Kung Erik över Njudung, ett område som sträckte sig över stora delar av Götaland och koloniserade härifrån de danska öarna som kallades Wetala Hed av Rudebeck. Bevis uppfanns av både honom själv och andra göticister och man skickade lantmätare till Vetlanda för att göra en förteckning av eventuella fornminnen. Man hittade rester av ett "kloster" vilket troligen var en kornbod, resta stenar och gravhögar (som visserligen finns i området, men är från en betydligt äldre tid). Rudebeck drog slutsatsen att om man bara grävde några decimeter ner i jorden skulle man hitta målade källare och överväxta gator.
Petter Rudebeck hade läst Jordanes Getica och menade att den där omtalade goterhövdingen Berich egentligen hete Erik och att floden Vistulas mynning dit han utvandrat var egentligen Njudung. De öar, Vitland utanför Vistulas mynning som omtalas i Getica var i själva verket Vetlanda. Han kallade också Småland för Ridgötaland, som han tyckte passade bättre, då namnet Småland förminskade landskapets betydelse. Dessutom kopplade det an till Rydaholm som enligt hans teorier varit de gamla göternas mötes- och mönstringsplats.
Många tog till sig hans teorier, bland andra Linné som 1741 skrev: "Vetlanda månge rudera efter murar, källare, gator t ex säges vara efter Wetalas stora stad av många tiders tider så förändrad till en liten by." Uppgifterna förekommer även i Eric Tunelds Geographie öfver Konungariket Sverige och Samuel Rogbergs Historisk beskrifning om Småland.
Teorierna dementerades senare av arkeologer som visserligen ansåg att Vetlanda hade en lång historia bakom sig, som bland annat största by i det lilla "riket" Östra Njudung, men att den stora stad som Rudebeck talat om borde lämnat fler spår än endast några gravhögar.
Men myten lever kvar än idag i namn på olika platser och företag i Vetlanda såsom Withalaskolan, Vitalagatan, Vitalavallen, Vitala El AB, Vitala Bil AB och det allmännyttiga bostadsbolaget Witalabostäder. Namnet bärs även - eftersom elever från Withalaskolan samlat in pengar till denna - av en skola på Andamanerna, Vitala Public School, Withalaskolans vänskola.